# Винтерфельд, Гуго фон
Гуго Ганс Карл фон Винтерфельд (нем. Hugo Hans Karl von Winterfeld; 8 октября 1836, Ландсберг, Провинция Бранденбург Пруссия — 4 сентября 1898, Шрайберхау (ныне Шклярска-Поремба, Нижнесилезское воеводство Польши) — прусский военачальник, генерал от инфантерии. Генерал-адъютант трёх германских императоров: Вильгельма I, Фридриха III и Вильгельма II.

## Биография
Представитель знатного бранденбургского рода Винтерфельдов. В 1854—1856 обучался в военной академии. В 1856 году был выпущен вторым лейтенантом пехоты в 1-й Императорский гренадерский полк. С 1867 г. переведен в топографическое бюро Генерального штаба, с 1868 года — капитан.
Участник франко-прусской войны 1870—1871 гг., в том числе битвы при Седане 2 сентября 1870, в результате которой немцам сдалась 86-тысячная французская армия и в плен попал император Наполеон III.
После этого он был переведен в Генеральный штаб. Гуго фон Винтерфельд служил генерал-адъютантом трёх германских императоров: Вильгельма I, Фридриха III и Вильгельма II.
В 1881 — полковник. Служил военным советником в Эльзасе и Лотарингии. Занимался фортификационными работами в крепости Мец. В 1887—1888 — комендант крепости Майнц.
В 1893—1897 — командир корпуса королевской гвардии в Берлине.
В 1875 награждён Железным крестом 2-го класса, в 1882 — Железным крестом 1-го класса.
Гуго фон Винтерфельд был одним из наиболее известных германских военачальников своего времени и послужил прототипом вымышленного персонажа «Графа фон Винтерфельда» для романа Герберта Уэллса «Война в воздухе».

## Награды
Королевства Пруссия:
- Орден Красного орла 4-го класса с мечами (1866)
- Орден Красного орла 3-го класса с бантом и мечами на кольце (3 июля 1875)[2]
- Железный крест (1870) 2-го класса на чёрной ленте [3]
- Королевский орден Дома Гогенцоллернов рыцарский крест с мечами (22 марта 1872)[4]
- Королевский орден Дома Гогенцоллернов командорский крест (15 июня 1889)[5]
- Орден Короны 1-го класса (18 октября 1892)[6]
- Орден Красного орла 1-го класса с дубовыми листьями и мечами на кольце (27 января 1895)[7]